# 麹崇裕
麹崇裕，高昌人。唐高宗、武后時期官员。交河郡王，食邑三千户、镇军大将军。崇裕为麹智湛之子，麹智盛之侄。崇裕于智盛薨后，承袭了高昌国的王统祭祀。崇裕身怀武艺，永徽年间担任过右武衛翊府中郎將。武后时曾以中軍大總管的职位出师讨伐越王李贞。去世约在天授年间之后，武后亲自为其举哀，备尽礼数。崇裕薨后，麹氏高昌的后嗣断绝。崇裕亦能文，按《新唐书》艺文志，有《麹崇裕集》二十卷，今已散佚。《全唐诗》存其诗一首。